# Ferenc Farkas
Ferenc Farkas (født 15. december 1905 i Nagykanizsa, død 10. oktober 2000 i Budapest) var en ungarsk komponist.
Farkas begyndte sine studier i komposition på Budapest Academy of Music, hvor hans lærere talte Leo Weiner og Albert Siklós. Senere studerede han hos Ottorino Respighi. Efter at have opholdt sig en årrække i udlandet, begyndte han efter hjemkomsten selv at lære fra sig og de første kompositioner så dagens lys. I 1949 blev han udnævnt til professor i komposition ved Franz Liszt Akademiet i Budapest, en post han bestred frem til 1975. Blandt hans elever kan nævnes György Kurtág, György Ligeti, Emil Petrovics, Zsolt Durkó og Attila Bozay.
Som komponist skrev Farkas mere end 700 værker indenfor en lang række genrer. 